# Сервантес, Мария
Мари́я Серва́нтес (исп. María Cervantes; 30 ноября 1885 — 8 февраля 1981) — кубинская певица, пианистка и композитор. Дочь композитора Игнасио Сервантеса.

## Биография
Впервые выступила на сцене гаванского Театра Такон (нынешнего Большого театра Гаваны) в тринадцатилетнем возрасте. Концертировала как солистка с собственными песнями и в ансамблях с другими исполнителями традиционной кубинской музыки. Начиная с 1930 года неоднократно гастролировала в США и Южной Америке.
Из сочинений Марии Сервантес пользуется известностью песня «Слияние душ» (исп. Fusión de almas), созданная на основе наброска, оставленного её отцом, песня «Твои белые руки» (исп. Tus Manos Blancas), другие песни и танцевальные пьесы для фортепиано. Кроме того, имя Сервантес известно благодаря пьесе пуэрто-риканского музыканта Норо Моралеса «Вариации на тему Марии Сервантес», ставшей популярным стандартом латиноамериканского джаза.